# باوند رود آيلاند

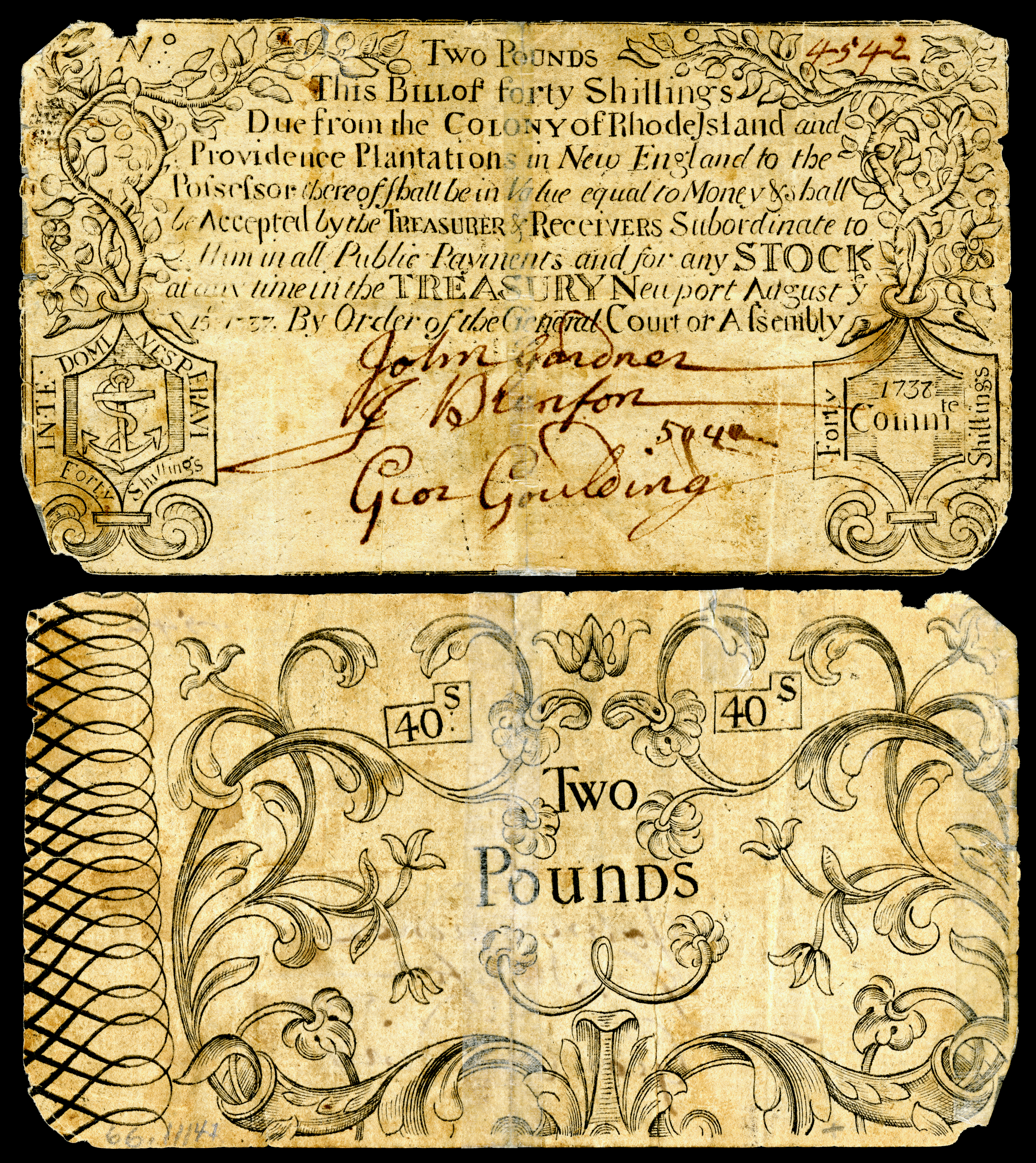
إصدار مبكر بقيمة 2 جنيه إسترليني عملة استعمارية من مستعمرة رود آيلاند بتاريخ 15 أغسطس 1737

أصدرت ولاية رود آيلاند عملة قارية مقومة بالجنيه الإسترليني والدولار الإسباني، حيث يساوي الدولار الواحد 6 شلنات. واستُبدلت العملة القارية بالدولار الأمريكي بسعر صرف 1000 دولار قاري = دولار أمريكي واحد.
الجنيه الإسترليني عملة ولاية رود آيلاند حتى عام ١٧٩٣. في البداية، تُداولت العملات المعدنية الإسترليني والعملات الأجنبية، واستكملت بالعملات الورقية المحلية منذ عام ١٧١٠. كانت هذه الأوراق النقدية مقومة بالجنيه الإسترليني والدولار الأمريكي، لكن قيمتها كانت أقل من الجنيه الإسترليني، حيث كان شلن رود آيلاند واحد يساوي ٩ بنسات إسترلينية. عُرف الإصدار الأول من الأوراق النقدية باسم إصدار "أولد تينور". انخفضت قيمته، وطُرحت أوراق "نيو تينور" عام ١٧٤٠، بقيمة أربعة أضعاف أوراق "أولد تينور". استُبدلت أوراق "تينور" القديمة والجديدة عام ١٧٦٣ بـ"العملة القانونية" بسعر شلن قانوني واحد = شلنات تينور الجديدة = من عملاء Tenor القدامى.

### فهرس
- نيومان، إريك ب. النقود الورقية الأمريكية المبكرة. الطبعة الخامسة. إيولا، ويسكونسن: منشورات كراوس، ٢٠٠٨.